# Famille de Grasse
La famille de Grasse est une famille subsistante de la noblesse française, d'extraction chevaleresque, originaire de Provence. 
Elle compte parmi ses membres le lieutenant-général des armées navales François Joseph Paul de Grasse (1722-1788) qui servit lors de la guerre d'indépendance des États-Unis.
La dernière branche subsistante porte aujourd'hui le nom « de Grasse des Princes d'Antibes ». Elle n'est cependant pas à confondre avec la Maison de Grasse (seigneurs d'Antibes).

## Histoire
Henri Jougla de Morenas écrit dans le Grand Armorial de France : « La Maison de Grasse prétend être d'origine souveraine et fait remonter sa filiation à Rodoald, prince ou comte d'Antibes, vivant en 930, allié à Alarde, fille du comte d'Arles. La vérité est que cette famille est originaire de Provence, qu'elle tire son nom de biens qu'elle possédait au XIVe siècle dans la ville de Grasse et que sa filiation n'est établie d'une façon certaine que depuis noble Bertrand du Bar, qui épousa d'abord en 1341 Catherine Exantrades (de Stendardo) puis Laure Albe ». Il indique que les armes d'or au lion de sable armé, lampassé, couronné de gueules attribuées dans la première salle des Croisades à Foulques de Grasse, chevalier croisé en 1096, sont également portées par la famille de Grasse.
Sur la famille de Grasse-Cabris maintenue noble en 1667 sur preuves de 1560 et qui avait pour armes d'or à trois chevrons de gueules, Henri Jougla de Morenas écrit qu'elle s'est agrégée à la noblesse au XVIe siècle.
Selon Paul Sénéquier, historien local et auteur d'un ouvrage sur Grasse (1902), « quelques historiographes, peut-être trop complaisants », font remonter la famille de Grasse « jusqu'à Rodoard, comte ou prince d'Antibes au Xe siècle », mais l'origine est contestée. « Ainsi on a prétendu qu'il [s'agissait] ici tout simplement d'une famille notable » de Grasse « qui [...] a laissé s'oublier son nom patronymique, pour ne porter que celui du lieu de son origine ». La famille de Grasse semble néanmoins posséder « depuis des siècles le fief du Bar, érigé en comté par Henri III, en 1580 », mais Grasse ne fut à aucune époque un fief de cette famille.
Balthasar de Maynier (1639-1733), avocat au barreau d’Aix, auteur de Histoire de la principale noblesse de Provence (1719), écrit sur l'origine de cette famille : « Les vieux registres de la ville de Grasse prouvent que cette maison a pris son nom de ce qu'elle est originaire de cette ville et des droits qu'elle a sur les langues des bœufs qui sont tués à la boucherie ainsi que des grands domaines et de plusieurs fiefs qu'elle a possédé aux environs de Grasse. La maison de Grasse avait fait deux branches, celle des maisons de Moans et celle des seigneurs de Cabris, elles portaient des armes différentes. » Il ajoute : « Notradamus donne le nom de Grassa à Rodoal et Rampal d’Antibe et l’abbé Robert qui a suivi cette erreur dit que Guillaume comte d’Arles et de Provence fit don de la comté d’Antibe à Guillaume et à Aldebert d’Antibe, auxquels il donne le surnom de Grassa ; aucune charte ni acte authentique ne parle de ce don (…) l’erreur de Nostradamus et de l’abbé Robert vient d’une énonciation de ce don dans un simple cartulaire de l’abbaye de Saint Honoré de Lérins. ».
Le baron Scipion du Roure (1858-1924), généalogiste, dans Les maintenues de noblesse en Provence par Belleguise (1923), ne partage pas cet avis et écrit : « La ville de Grasse n'a jamais eu de seigneurs particuliers. Elle a toujours été du domaine des comtes de Provence et de nos rois (...) La famille de Grasse ne peut se flatter d'avoir eu ce nom de la seigneurie de cette ville. Je n'ai rien trouvé, nulle part, en aucuns actes, ni chartes, ni dons, ni concessions, même de l'antiquité la plus reculée, qui puisse insinuer rien d'approchant. Rodoard, à qui, selon notre auteur [Maynier] et les mémoires que lui avait fournis la famille de Grasse, Guillaume II comte d'Arles et de Provence, donna une partie de la principauté d'Antibes, ne portait pas le nom de Grasse, comme il suppose. Guillaume et Aldebert d'Antibes, qui ont possédé la principauté, après Rodoard, n'ont jamais été appelés Grasse. Ils ont fait don à l'abbaye de Lérins de la ville d'Antibes et de ses dépendances. Mais la charte de ce don ne leur donne pas le nom de Grasse. J'en ai trouvé une simple énonciation, dans un interligne du cartulaire de cette abbaye, où j'ai observé que ce nom de Grasse a été interligné dans ces derniers siècles. Isnard de Cabris, prévôt de l'église Saint Sauveur d'Aix, fut élu abbé de Lérins en 1477 et ensuite évêque de Grasse. Pendant qu'il a été abbé, il a fabriqué cet interligne, pour donner de l'ancienneté à la famille de Grasse, dont il était (...) Tout ce que Nostradamus a dit de cette famille est d'une lâche flatterie. Le nom de Grasse qu'il donne à Rodoard et Rampal d'Antibes est sans titre et sans fondement. L'interlignement du nom de Grasse, dans le cartulaire est évident. Les curieux et savants en antiquité ont traité les titres de cette famille, sur ce sujet, de vieilles pancartes, fabriquées au gré des Grasse, et les ont rejetées. ».
Scipion du Roure ajoute sur les différentes branches données à la famille de Grasse : « Il n'est pas prouvé, par aucune sorte de titres que la famille de Grasse-Cabris ait une même tige que celle de Grasse du Bar. Elles n'ont pas non plus les mêmes armes » et sur la branche de Grasse-Montauroux : « Il n'y a ni acte ni titre qui prouve aucune filiation, ni par mâles, ni par femelles (...) Leur véritable tige est Claude Grasse, potier d'étain, qui s'établit à Aix, en 1501. ».
Régis Valette, dans son Catalogue de la noblesse française (2007), indique que la famille de Grasse subsistante (avec 6 membres) est une famille d'extraction chevaleresque sur preuve de noblesse de 1341.
Il ne subsiste de cette famille que la branche dite de Grasse-Limermont , qui s'établit en Picardie vers 1708 suite du mariage d'Étienne de Grasse avec Louise-Étiennette d'Hallencourt de Dromenil, dame de Limermont. Cette branche porte désormais le nom "de Grasse des Princes d'Antibes", en référence aux seigneurs d'Antibes.

## Filiation
Les auteurs contemporains ne reprennent pas les généalogie anciennes reprises en 1818 par Nicolas Viton de Saint-Alais. Henri Jougla de Morenas dans le Grand Armorial de France (1939) donne la généalogie suivante de la famille de Grasse  :
- Noble Bertrand du Bar, marié en 1341 à Catherine Exantrades puis Laure Albe dont du second lit :
  - Bertrand de Grasse ou du Bar, qualifié parent des comtes de Provence, chambellan du roi Louis de Naples. Il teste en 1448. Il épousa l) en 1387 Marguerite de Forcalquier 2) Marguerite de Grimald, 3) Gillonne de Ferris. Dont :
    - (du troisième mariage) : Isnard de Grasse du Bar (1418-1483), évêque de Grasse en 1451[10]
    - (du premier mariage) Charles de Grasse, seigneur du Bar, de Valette, Rouret, Courmettes, conseiller d'Etat en 1480 qui testa en 1484. Marié en 1441 à  Honorade d'Oraison, dont:
      - Branche du Bar : Jacques de Grasse, jurisconsulte, chevalier, seigneur du Bar, mentionné en 1486. Marié à 1) Polissande Rodulphe de Liman ; 2) Sibille de Quiqueran de Beaujeu, dont il eut :
        - Claude de Grasse, chevalier, seigneur du Bar, marié en 1535 à Marthe de Foix, dont :
          - Claude de Grasse, chevalier, baron du Bar, seigneur d'Antibes, chevalier de l'Ordre du roi, marié en 1560 à Jeanne de Brancas dont :
            - Annibal de Grasse, chevalier dit le comte de Grasse, baron du Bar, il teste en 1607. Marié en 1592 à Claire d'Alagonia de Merragues, dont :
              - Charles de Grasse, comte du Bar, allié en 1618 à Marguerite de Grimaldi dont :
                - Annibal de Grasse, comte du Bar, seigneur de Canaux, marié en 1648 à Jeanne de Fortia de Piles, dont :
                  - Joseph de Grasse, comte du Bar (testa en 1709),  marié à Marguerite de Villeneuve de Barème dont une fille :
                    - Véronique de Grasse (née en 1709), marié en 1725 à Charles de Grasse-Rouville.

              - Honoré de Grasse, écuyer, seigneur de Canaux, lieutenant-colonel du régiment des galères, marié en 1645 à Marguerite de Flotte d'Agoult, dont :
                - Pierre de Grasse, chevalier, seigneur de Valettes, marié en 1676 à Angélique de Boisrouxel, dont :
                  - Sous-branche  dite de Rouville (éteinte) :
François de Grasse-Rouville, chevalier, seigneur de Valettes, capitaine des Dragons, marié en 1709 à Véronique de Villeneuve-Trans dont :
                    - Charles Joseph de Grasse-Rouville, chevalier, comte du Bar, marié en 1725 à Véronique de Grasse, dame du Bar, dont :
                      - Pierre François de Grasse, comte du Bar, marié en 1753 à Mademoiselle de Covet de Marignane dont une fille.
                      - Pierre de Grasse, capitaine des vaisseaux du roi, chevalier de Malte et de Saint-Louis (1744-1812), qui ne laissa qu'une fille.

                    - François Joseph Paul de Grasse de Rouville, chevalier, comte de Grasse, titré marquis de Tilly (1722-1788), chef d'escadre des armées navales en 1778. Lieutenant-général des armées navales en 1781. Il battit les Anglais devant la Martinique en 1780 et 1781, contribua à la victoire de York-Town, mais fut battu et fait prisonnier devant La Dominique en 1782 ; il épousa : 1) en 1764 Antoinette Accaron, 2) Catherine Pin ; 3) en 1786 Christine Lazare de Cibon. Du premier mariage il eut :
                      - Alexandre Auguste de Grasse-Rouville, comte de Grasse, titré marquis de Tilly (1765-1845). Admis aux Honneurs de la Cour en 1788. Chevalier de Saint-louis, marié en 1792 à Anne Marie de La Hogue, dont il eut 8 filles décédées sans alliance.

                  - Sous-branche dite de Limermont (subsistante) :
Etienne de Grasse dit le comte de Canaux et Valettes (1682-1747), marié en 1709 à Etiennette de Hallencourt, dame de Limermont dont :
                    - Etienne, titré vicomte de Grasse, chevalier, seigneur de Limermont (1711-1790), brigadier des armées navales, marié en 1756 à Mademoiselle de Ricard, dont :
                      - Etienne, comte de Grasse de Limermont, marié en 1792 à Mademoiselle Andrac.

                    - François de Grasse (1715-1794) titré marquis de Grasse de Sarcus, maréchal de camps, marié en 1763 à  Marie-Louise Le Sénéchal de Kercado, dont :
                      - Louis, comte de Grasse, né en 1775, marié en 1796,à Marie Gabrielle de Sade, dont :
                        - Charles, titré Marquis de Grasse des princes d'Antibes (1799-1871), marié à Anaïs Martel, dont :
                          - Henri, marquis de Grasse, colonel de cavalerie (1825- 1882), marié en 1855 à Marie de Cherisey, dont postérité.

                      - Louis César, comte de Grasse (1780-1825), marié en 1810 à Joséphine de Brestel d'Hiermont, dont :
                        - César, comte de Grasse (1819-1888), mort sans postérité de son mariage en 1853 avec Marthe des Courtils de Merlemont.

                    - Jacques de Grasse (1720-1782), évêque de Vence de 1755 à 1758, puis évêque d'Angers de 1758 à 1782.

            - Branche de Mouans (éteinte) : Henri de Grasse, auteur du rameau des seigneurs de Mouans, éteint en 1758.

          - Branche de Saint-Tropez (éteinte) : Henri de Grasse, auteur du rameau des seigneurs de Saint-Tropez. éteint au XVIIIe siècle.

      - Branche de Briançon (éteinte) : Jean de Grasse, écuyer, seigneur de Briançon, marié en 1507 à Catherine de Villeneuve.  Auteur de la branche de Briançon éteinte en 1858 avec Gustave de Grasse-Briançon (1791-1858), sans postérité de son mariage en 1827 avec Maria de Larrard.

## Personnalités
- Isnard de Grasse du Bar (1418-1483), évêque de Grasse en 1451 ;
- Jacques de Grasse (1720-1782), évêque de Vence de 1755 à 1758, puis évêque d'Angers de 1758 à 1782 ;
- François Joseph de Grasse (1722-1788), lieutenant général des armées navales, servit lors de la Guerre d'indépendance des États-Unis. Il a donné son nom à plusieurs bâtiments de la Marine nationale ;
- Alexandre de Grasse-Tilly (1765-1845), fils du précédent, connu pour son rôle important dans la diffusion de la franc-maçonnerie en France.

## Armes
- Armes : D'or au lion de sable, armé, lampassé, couronné de gueules[1].